# Svjetska prvenstva u velikom rukometu
Svjetska prvenstva u velikom rukometu su se održala sedam puta do 2013. godine.
| Godina | Domaćin     | Zlato                          | Srebro                         | Bronca       |
| ------ | ----------- | ------------------------------ | ------------------------------ | ------------ |
| 1966.  | Austrija    | SR Njemačka                    | Njemačka Demokratska Republika | Austrija     |
| 1963.  | Švicarska   | Njemačka Demokratska Republika | SR Njemačka                    | Švicarska    |
| 1959.  | Austrija    | Njemačka                       | Rumunjska                      | Švedska      |
| 1955.  | SR Njemačka | SR Njemačka                    | Švicarska                      | Čehoslovačka |
| 1952.  | Švicarska   | SR Njemačka                    | Švedska                        | Švicarska    |
| 1948.  | Francuska   | Švedska                        | Danska                         | Švicarska    |
| 1938.  | Njemačka    | Njemačka                       | Švicarska                      | Mađarska     |

## Odličja po državama
(po stanju nakon 1966.)
| Država                         | Zlato | Srebro | Bronca | Ukupno |
| ------------------------------ | ----- | ------ | ------ | ------ |
| Njemačka                       | 5     | 1      | 0      | 6      |
| Švedska                        | 1     | 1      | 1      | 3      |
| Njemačka Demokratska Republika | 1     | 1      | 0      | 2      |
| Švicarska                      | 0     | 2      | 3      | 5      |
| Rumunjska                      | 0     | 1      | 0      | 1      |
| Danska                         | 0     | 1      | 0      | 1      |
| Austrija                       | 0     | 0      | 1      | 1      |
| Mađarska                       | 0     | 0      | 1      | 1      |
| Čehoslovačka                   | 0     | 0      | 1      | 1      |